# Quezon (Bukidnon)
Pour les articles homonymes, voir Quezon.

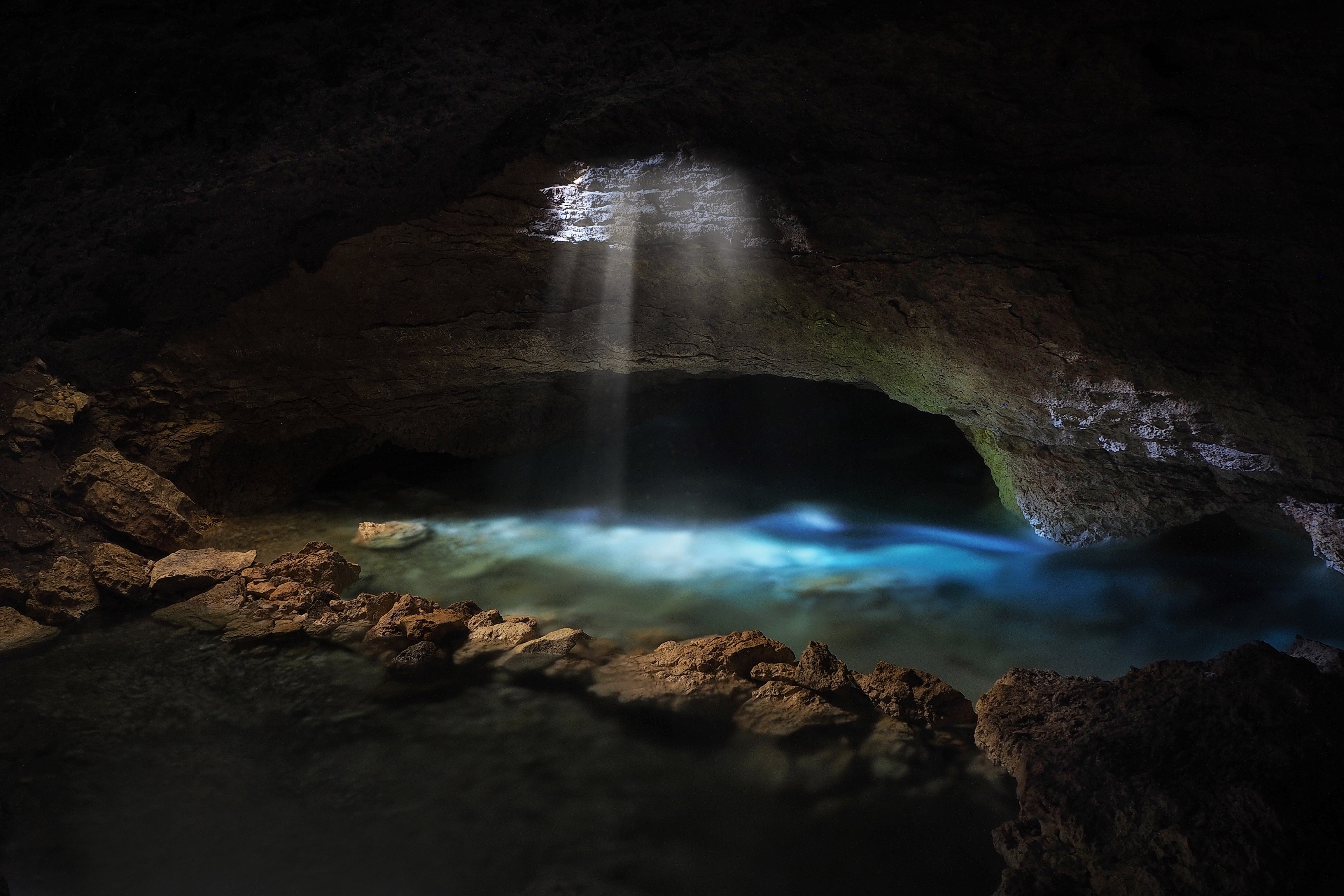
La rivière Polangui à son passage dans une grotte près de Quezon (Bukidnon). Mars 2019.

Quezon est une municipalité de la province de Bukidnon, aux Philippines.